# La Villeneuve-sous-Thury
La Villeneuve-sous-Thury là một xã thuộc tỉnh Oise trong vùng Hauts-de-France phía bắc nước Pháp. Xã này nằm ở khu vực có độ cao trung bình 134 mét trên mực nước biển.